# Georg Friedrich Baur
Georg Friedrich Baur (født 3. november 1768 i Altona, død 14. marts 1865 sammesteds) var en tysk købmand, efter hvem Baurs Park i Hamburg-Blankensee er opkaldt.

## Karriere
Baur gik på gymnasiet Christianeum, der var blevet grundlagt i 1738 i det nuværende Hamburg-Othmarschen. Fra 1783 til 1786 studerede han jura i Göttingen og Kiel. Derpå slog han sig ned som købmand.
Han giftede sig med sin kusine Marianne Heise, datter af senator og senere borgmester i Hamborg, Johann Arnold Heise. De fik ti børn.
Sammen med sin bror Johann Heinrich Baur ledede han den handelsvirksomhed, som deres oldefar havde grundlagt, nu under navnet J.H. & G.F. Baur. Under deres ledelse voksede virksomheden, og den opnåede efterhånden international anseelse gennem finansielle transaktioner med nordeuropæiske lande. Efter hans brors tidlige død blev hans svoger kompagnon, men senere styrede Baur virksomheden alene og gjorde senere sine sønner Georg Friedrich og Franz Johannes til partnere i firmaet. Baur erhvervede sig i 1804 en langstrakt grund på Palmaille, en af Altonas ældste gader, hvor han lod opføre flere huse tegnet af C.F. Hansen i nyklassicistisk stil, først nr. 49 til sig selv og senere til sine børn. I 1807 købte han sin brors ejendom i Hamburg-Nienstedten. Han indtrådte i Altonas Kommerskollegium i 1837, i 1840 blev han udnævnt til kongelig dansk etatsråd, og i 1847 – i anledning af hans guldbryllupsdag – blev han udnævnt til konferensråd. I den forbindelse udnævnte Christian-Albrechts-Universität zu Kiel ham til æresdoktor.

## Familie
Baurs farfar, Johann Daniel Baur (1700-1774), var borgmester i Altona. Han var flyttet til byen fra Stuttgart i 1723. Hans forældre var velhavende og ansete borgere. Hans far, Johann Heinrich Baur (1730-1819), var købmand og viceborgmester i Altona.
Johann Martin Lappenberg giftede sig med Baurs datter Emilie; efter hendes død giftede han sig med hendes lillesøster Marianne.
Georg Friedrich Baur begravet ved Christianskirche i Hamburg-Ottensen på familien Baurs gravsted.

## Baurs Park
Som minde om G.F. Baur findes blandt andet Baurs Park, som han fik den franske havearkitekt Joseph-Jacques Ramée til at tegne. Parken regnes blandt Ramées mesterværker.